# Maite Nkoana-Mashabane
Maite Nkoana-Mashabane (ur. 30 września 1963) – południowoafrykańska polityk, minister spraw zagranicznych od 2009 do 2018.

## Życiorys
Maite Nkoana-Mashabane urodziła się w miejscowości Makgobaskloof, a dorastała w Ga-Makanye Village w prowincji Limpopo. W latach 80. XX w. działała w walczącej z apartheidem organizacji United Democratic Front (UDF) oraz w Afrykańskim Kongresie Narodowym (ANC). Pod legalizacji ANC, zajmowała różne stanowiska w jego strukturach. W latach 1992–1995 pełniła funkcję przewodniczącej Ligi Kobiet ANC w prowincji Limpopo oraz była członkinią Narodowego Komitetu Ligi Kobiet ANC. 
W latach 1994–1995 pełniła mandat deputowanej do Zgromadzenia Narodowego. Od 1995 do 1999 zajmowała urząd Wysokiego Komisarza RPA w Malezji, akredytowanego również w Brunei i na Filipinach. W latach 1999–2005 była Wysokim Komisarzem RPA w Indiach, akredytowanym także w Sri Lance, Bangladeszu, Nepalu oraz na Malediwach.
Od stycznia 2005 do maja 2008 wchodziła w skład rządu lokalnego prowincji Limpopo, zajmując stanowisko ministra ds. rządu lokalnego i mieszkalnictwa. W latach 2004–2008 pełniła funkcję zastępcy sekretarza generalnego ANC w prowincji Limpopo. W grudniu 2007 weszła w skład Narodowego Komitetu Wykonawczego ANC.
10 maja 2009 objęła stanowiska ministra spraw zagranicznych w rządzie prezydenta Jacoba Zumy.